# Shane Chapman
Shane Chapman (* 7. April 1978 in Auckland, Neuseeland) ist ein neuseeländischer Thaiboxer und K-1-Kämpfer. Er kämpft für den Boxstall City Lee Gar Gym. 2002 und 2004 war er K-1-Ozeanien-Meister. Vier Mal war er Weltmeister im Muay Thai. 

## Titel
- 2007: HKMTA Mittelgewichts-Weltmeister
- 2006: S-1 Ozeanischer Turniermeister
- 2005: HKMTA Mittelgewichts-Weltmeister
- 2004: K-1 Ozeanischer MAX Champion
- 2004: WKBF Mittelgewichts-Weltmeister
- 2003: K-1 Welt MAX Neuseeland Runner Up
- 2001: K-1 Ozeanischer MAX Champion
- 2000: ISS - Brute Force Champion
- 2000: WMC Asiatisch-pazifischer Leichtmittelgewichtsmeister
- 2000: Australischer Super-8-Meister
- 1998: HKMTA Leichtmittelgewichts-Weltmeister
- 1998: WFSB Leichtmittelgewichts-Weltmeister
- 1997: WMTC Neuseeländischer Super-Weltergewichts-Amateur-Titel
- 1997: Südpazifischer Super-Weltergewichts-Amateur-Titel